# Ландон (папа римский)
Ландон (лат. Lando PP.; IX век — 5 февраля 914, Рим) — папа римский с 7 июля 913 года по 5 февраля 914 года. Третий папа периода порнократии.

## Биография
Родился в итальянской Сабине, его отца звали Таино. Не поменял имя при вступлении на престол. О его деятельности известно очень мало. Считается, что папой Ландон был выбран благодаря своим влиятельным друзьям. Был последним папой до Иоанна Павла I в 1978 году и Франциска в 2013 году, использовавшим ранее не встречавшееся тронное имя.
Liber Pontificalis утверждает, что его понтификат длился всего четыре месяца и двадцать два дня. Григорий Катин в "Chronicon Farfense" отводит Ландону шесть месяцев и двадцать шесть дней. Это ближе к версии Флодоарда Реймского — шесть месяцев и десять дней. Конец его понтификата можно датировать 5 февралем 914 года, когда он упоминается в документе Равенны.
Ландон, как полагают, был кандидат Феофилакта I, графа Тускулумского, который был влиятельным человеком в Риме в то время. Его семья контролировала папские финансы, римскую милицию и Сенат. Во время его правления арабские налётчики разрушили собор в Весковио в Сабине. Ни один документ из канцелярии Ландона не сохранился.